# How Are We to Live?
How Are We to Live? - Ethics in an age of self-interest é um livro de Peter Singer sobre Ética, publicado em 1995 pela Prometheus Books.

## Capítulo 1 - The Ultimate Choice (A Escolha Maior)
Introduz o conceito de Escolha Maior (Ultimate Choice), uma escolha que não envolve apenas cursos de ação, mas também o compromisso com algum conjunto de valores. Para os fins do livro, consideramos quase exclusivamente Escolhas Maiores que decidem entre valorizar a Ética ou valorizar o benefício próprio (mais adiante se questiona se essa escolha é necessária).
Segundo o livro, Escolhas Maiores exigem certa coragem, e frequentemente são tomadas inconscientemente, não raro por meio da simples manutenção de expectativas, metas e hábitos de conduta já familiares. Uma das principais Escolhas Maiores para todos nós seria qual o tipo de vida que queremos ter. A despeito de tendências culturais relativamente recentes, uma Escolha Maior voltada a uma vida ética, um vida na qual nos identificamos com objetivos que transcendem nosso bem-estar pessoal, seria a melhor e até mesmo a única que faz verdadeiro sentido. No fim das contas, seria também a que melhor atende aos nossos próprios interesses pessoais.

## Capítulo 2 - What's in It for Me? (O Que Ganho Com Isso?)
Este capítulo argumenta que o elevado individualismo da cultura atual (principalmente nos Estados Unidos) não é apenas deselegante, mas também completamente autodestrutivo, tanto no nível social quanto no ecológico.

## Capítulo 3 - Using Up the World (Consumindo o Mundo)
Este capítulo pretende mostrar que um modelo econômico voltado a simplesmente adquirir e consumir cada vez mais pode certamente ser sedutor, mas não tem como ser mantido por muito tempo sem causar danos irreversíveis e cumulativos. Ainda por cima, não é capaz de nos trazer verdadeira satisfação, mesmo em condições ideais.

## Capítulo 4 - How We Came to be Living This Way (Como Viemos a Viver Desta Maneira)
Examina tendências históricas e religiosas a respeito da aquisição de bens materiais, com destaque para a idéia (que se pretende mostrar infundada) de que a ganância das elites econômicas acaba necessariamente por melhorar a qualidade de vida de todas as camadas da população. Foi uma idéia muito prestigiada durante os mandatos de Ronald Reagan nos EUA da década de 1980, mas argumenta-se que os eventos posteriores a mostraram falha e enganosa.

## Capítulo 5 - Is Selfishness In Our Genes? (O Egoísmo Está em Nossos Genes?)
Expõe e contesta a popular idéia de que o ser humano é programado geneticamente para ser individualista e egoísta. Essa contestação se estende por todo o restante do livro, mas neste capítulo já examinamos exemplos da predisposição natural (não apenas nos seres humanos) a zelar pela prole, pelos parentes mais distantes e pelos grupos sociais e culturais dos quais fazemos parte.

## Capítulo 6 - How the Japanese Live (Como Vivem os Japoneses)
Examina os contrastes entre as culturas ocidentais modernas e a cultura japonesa e reconhece nesta um exemplo de um conjunto de valores voltado ao bem-estar do grupo social, em vez do bem-estar do indivíduo.

## Capítulo 7 - Tit for Tat (Olho por Olho)
Mostra através dos exemplos históricos dos soldados inimigos da Primeira Guerra Mundial, e dos refugiados da Ilha de Tristão da Cunha que uma mentalidade de genuína cooperação é possível e benéfica em situações reais e concretas, até mesmo sob condições extremas.
Em seguida faz referência às pesquisas de Robert Axelrod sobre o Dilema do Prisioneiro, para propor cinco diretrizes práticas para o cultivo de situações éticas e mutuamente benéficas (inspiradas pelo algoritmo "Tit for Tat" / "Olho por olho"):
1. Esteja inicialmente pronto para cooperar e se envolver em relacionamentos de compromisso duradouro.
2. Beneficie quem te ajuda e castigue quem te prejudica, para que a cooperação continuada seja a melhor alternativa para todos.
3. Seja simples e transparente em suas estratégias de vida, para que os outros saibam o que esperar de você e se sintam encorajados a escolher estratégias complementares.
4. Saiba perdoar de forma realista, sem ficar preso a padrões de ressentimento mútuo que impedem mudanças positivas.
5. Não seja invejoso e não deixe de embarcar em projetos que lhe sejam vantajosos apenas porque algum outro vai se beneficiar mais ainda.

## Capítulo 8 - Living Ethically (Vivendo de Forma Ética)
Pleno de exemplos concretos, este capítulo procura mostrar que fazer Escolhas Maiores de valor ético não é um sacrifício do qual apenas alguns poucos dão conta, e sim um caminho acessível a todos nós e que cria a sua própria base de sustentação motivacional.

## Capítulo 9 - The Nature of Ethics (A Natureza da Ética)
Defende a tese de que a ética não deve ser confundida com normas de conduta; Ética tem necessariamente de apresentar um valor prático e a intenção de ser a postura mais lógica e benéfica para todas as pessoas envolvidas em cada situação.
Em seguida este capítulo dedica algumas páginas à análise da idéia de que homens e mulheres tenham perspectivas éticas distintas, chegando à (cautelosa) conclusão de que o sexo feminino pode ser mais apto do que o masculino a pensar em termos abstratos e globais.
Ainda neste capítulo, são analisados dois modelos contrastantes de Ética - o Cristão, que se orienta pela promessa de prêmios e castigos eternos em uma outra vida, e o Kantiano, que exige completo distanciamento emocional em nossas atitudes e vê a Ética como uma obrigação que poucos conseguem cumprir. Singer reconhece que a adoção de uma ética kantiana pode ser útil para manter uma cultura unida e estável, mas acaba por rejeitá-la porque vê nela um beco sem saída que impede a verdadeira internalização de valores morais. Segundo Peter Singer, Kant não nos dá um motivo para querermos cultivar virtude que não seja a satisfação de cumprir com um senso impessoal de obrigação; Singer considera essa motivação excessivamente vaga e divorciada da busca cotidiana por satisfação pessoal, o que traz sérios riscos práticos.
Como alternativa, propõe uma ética na qual a satisfação pessoal é sustentada pelo compromisso com o bem-estar da comunidade maior e alimentada pelas inclinações sociais e afetivas que o indivíduo já tenha inclinação prévia a expressar.

## Capítulo 10 - Living to Some Purpose (Vivendo com um Propósito)
Recorrendo ao mito de Sísifo, Singer ilustra duas propostas distintas de fundamentação da ética - uma puramente pessoal, subjetiva, e outra que busca sustentação em metas objetivamente significativas, que transcendam aos interesses estritamente pessoais.
Valendo-se de exemplos, afirma então que a ética estritamente pessoal é invariavelmente frustrante, enquanto que a ética transpessoal pode trazer verdadeira satisfação duradoura, mesmo diante de adversidades sérias.

## Capítulo 11 - The Good Life (Vida de Qualidade)
Neste capítulo final, Singer procura mostrar que através da razão, da capacidade de empatia abrangente e do reconhecimento de que os desejos e necessidades das outras pessoas são exatamente tão reais quanto os nossos próprios é possível cultivar um estilo pessoal de vida que nos torne a um só tempo mais cientes das adversidades da existência e também menos incomodados por elas; que esse estilo de vida pode trazer satisfação pessoal sólida e duradoura devido a sua natureza ousada e expansiva; e que a formação de uma massa crítica de pessoas com essa perspectiva pode e deve trazer mudanças reais e significativas na sociedade, à medida que nossas prioridades mudam.